# Коротеев, Василий Андреевич
Василий Андреевич Коротеев (13 января 1906, Гришино, Екатеринославская губерния — 25 января 1969, Москва) — русский советский художник, живописец и график, мастер пейзажа.

## Биография
Василий Андреевич Коротеев 13 января 1906 года родился в селе Гришино (позже село было переименовано в Красноармейск) в Донецкой области на Украине, в семье железнодорожного служащего.
После переезда семьи в город Елец поступает в гимназию, после революции преобразованную в единую трудовую школу. Уже в детстве Коротев много рисует жанровые сценки, фантастические пейзажи. Под впечатлением от прочтения Гоголя создает несколько иллюстраций к «Старшной мести».
В 1919 году скульптурный портрет Максима Горького, выполненный художником для местного Клуба железнодорожников, привлекает внимание руководство школы. Было принято решение о направлении Коротеева на учёбу в Москву во ВХУТЕМАС для получения профессионального художественного образования.
Доподлинно неизвестно что послужило причиной, но в 1920 году Коротеев бросает учёбу во ВХУТЕМАСе, ему не где жить в Москве и художник оказывается на улице, знакомится с компанией беспризорников, некоторое время бродяжничает. Недолгое пребывание на улице оставляет глубокий след в душе молодого художника — в течение многих лет он снова и снова он создает серии акварельных и карандашных портретов беспризорников и детдомовцев.
В том же 1920 году Коротеев попадает в интернат при 1-й Образцовой типографии. Оказавшись в детском доме он снова начинает рисовать и в 1921-м году поступает в Государственную школу печатного дела ИЗО Напркомпроса при I-й Образцовой типографии (до революции типография Товарищества И. Д. Сытина в Москве, где учится у С.В.Герасимова, М. А. Доброва, М.С.Родионова, Н.М.Чернышёва. Там Коротеев знакомится с Л. Ф. Жегиным., который становится не только его учителем и наставником, но и ближайшим другом на протяжении всей жизни, их объединяло понимание искусства как особого духовного пути современного человека, аскетическая строгость к себе и требование честной и бескомпромиссной работы.
Многие из преподавателей мастерских, в том числе и Лев Фёдорович Жегин, либо входили в Союз художников и поэтов «Искусство — жизнь» либо были близки его идеям.
В группу учеников Л. Ф. Жегина помимо Коротеева входили Г. В. Костюхин, В. И. Губин, С. С. Гриб и Г. В. Сашенков. Уже после окончания Коротеевым учёбы в мастерских, к ним присоединяются бывшие участники объединения «Искусство-жизнь» — Т. Б. Александров, П. П. Бабичев, И. Г. Николаевцев и В. Е. Пестель. Группа принимает название «Путь живописи».
Первая выставка группы «Путь живописи», состоялась в Москве, на частной квартире Макария Амвросьевича Прохорова в Серебряном переулке.
П. А. Флоренский посетил первую выставку «Пути живописи». Л. Ф. Жегин так вспоминал об этом визите:
«Он побывал на нашей маленькой выставке „Путь живописи“, устроенной в частной квартире в Серебряном переулке. Это было в 1927 году.
Работы моего приятеля П. Бабичева Флоренскому не понравились, они показались ему слишком импрессионистическими — он стремился к большей конструктивности. „Здесь всё плывёт“, — заметил он. С такой оценкой я никак не соглашался — Бабичев, по-моему, конечно, был живописец и потому умел организовать форму.
Затем обратился к пастели В. Коротеева — женская фигура в рост — очень красивая по цвету. Он указал на мотивированность цветового решения — вся фигура была дана в очень лёгком охристо-розовом тоне, а голова в светло-зеленоватых оттенках. Флоренский объяснил: тело как выражение пола, и голова — это две различные сферы, и здесь это выражено в цвете: зелёный цвет дематериализует, это связывается с интеллектом, со сферой головы».
Вторая выставка группы «Путь живописи» в конце мая начале июля 1928 года прошла в Париже, в галерее Billiet, с последующим показом картин в Лондоне и Брюсселе.
В 1930 году Коротеев участвовал во второй (а фактически в третьей и последней) выставке группы «Путь живописи», состоявшейся в Москве, в Доме учёных на Пречистенке.
Следующая выставка, в которой принял участие художник состоялась только через 28 лет — в 1958 году Коротеев принял участие в выставке художников производственно-технических мастерских ВСХВ.
Больше его работы при жизни не выставлялись.
С конца 1920-х основным источником заработка для художника становятся совместные работы по договорам с различными организациями с Л. Ф. Жегиным, В. Е. Пестель, В. И. Губиным в качестве художника-оформителя, в 1938—1939 работал художником-оформителем в Государственном Историческом музее в Москве.
В 1941 участник Великой Отечественной войны, в 1944 получил ранение, лежал в госпитале, был мобилизован, с этого времени возобновил занятия живописью
В 1945 начал большой цикл пейзажей Воробьёвых гор, над которым работал до последних лет жизни.
«Пейзажи, выполненные художником на Воробьёвых горах после войны — во второй половине сороковых — пятидесятых — начале шестидесятых годов, — совершенно буквальны, достоверны и точны. В это трудно поверить зрителю, который впервые встречается с его свободной манерой письма. („Свободной“ — очень точное определение живописи Коротеева.) Наверное, это и есть настоящий реализм второй половины XX века»..
В дальнейшем Коротев продолжает работать как художник-оформитель: в 1949—1951 на Московской скульптурной фабрике, в 1952—1953 в Антропологическом музее в Москве, в 1953 в павильоне «Земледелие» на ВСХВ
В 1954—1957 работал художником на Московском Художественном комбинате, в 1955—1966 работал художником в художественно-оформительских мастерских ВСХВ (ВДНХ), участвовал в оформлении павильонов «Цветоводство», «Земледелие», «Машиностроение», «Строительство» и др.
25 января 1969 года Василий Андреевич Коротеев скончался в Москве
Уже в 1970 году работы Василия Андреевича Коротеева были представлены на выставке живописи и графики группы «Путь живописи» в Московском энергетическом институте, организованной дочерью художника, Надеждой Васильевной Коротеевой

## Выставки
- 1927 участвовал в первой выставке группы «Путь живописи», состоявшейся в Москве, на частной квартире Макария Амвросьевича Прохорова в Серебряном переулке
- 1928 участвовал в выставке московской группы «Путь живописи», организованной в Париже, в галерее Billiet, с последующим показом картин в Лондоне и Брюсселе
- 1930 участвовал во второй (фактически — третьей и последней) выставке группы «Путь живописи», состоявшейся в Москве, в Доме учёных на Пречистенке
- 1958 принял участие в выставке художников производственно-технических мастерских ВСХВ
- 1974—1977 году проходили творческие вечера с групповой выставкой, посвящённой художникам 1920-х годов — членам группы «Путь живописи» и «Маковец» в Доме художника в Москве
- 1977 31 октября состоялся Творческий вечер с выставкой «Художники первой пятилетки», проведённый Клубами искусствоведов и живописцев в Доме художника в Москве
- 1989 17 мая состоялся вечер памяти художника В. А. Коротеева с выставкой в Доме художника в Москве
- 1995 в Москве, в Выставочном зале «Тушино» прошла выставка объединения художников «Путь живописи»
- Выставка одной картины Василия Коротеева, открытый клуб, Москва, 2011

## Избранные произведения
- Автопортрет, Конец 1950-х — Начало 1960-х (недоступная ссылка)
- Воробьевы горы, 1945
- Воробьевы горы, 1950-е
- Воробьевы горы, 1960-е
- Воробьевы горы. Свидание, Конец 1950-х — начало 1960-х (недоступная ссылка)
- Двое, 1920-е
- Дягелевский лес в Тверской области, Конец 1920-х
- Москва Весна, Конец 1920-х
- Московский дворик, 1927—1928
- Обнаженная, 1920-е
- Павелецкий рынок, 1950-е
- Пейзаж, 1920-е — 1930-е
- Пейзаж, 1926
- Сосны, 1920-е
- Страшная месть. Иллюстрация к повести Н. В. Гоголя, Середина 1920-х (недоступная ссылка)
- Царицынский парк, Начало 1920-х
- Читающий мальчик, 1927